# James Reaney
James Reaney (ur. 1 września 1926 w Easthope, zm. 11 czerwca 2008) – pisarz kanadyjski.
Studia magisterskie ukończył w 1949 na uniwersytecie w Toronto. Doktoryzował się na tej samej uczelni, od 1960 pracował jako wykładowca literatury angielskiej. Opublikował zbiór poezji The Red Heart (1949) i A Suit of Nettles (1958), pełną erudycji satyrę na różne przejawy współczesnej cywilizacji. Interesował się także sztuką, ogłosił zbiór The Kildeer and Other Plays (1962), zawierający dwie komedie, jednoaktówkę i libretto operowe. W twórczości Reaneya silna nuta satyry społecznej łączy się ze skłonnością do subiektywizmu w osądzaniu rzeczywistości z zamiłowaniem do introspekcji.
Ożenił się z poetką Colleen Thibaudea i miał dwoje dzieci, które zostały dziennikarzami.